# Gimantis authaemon
Gimantis authaemon är en bönsyrseart som beskrevs av Wood-mason 1882. Gimantis authaemon ingår i släktet Gimantis och familjen Mantidae. Inga underarter finns listade i Catalogue of Life.